# Euphorbia knuthii
Euphorbia knuthii är en törelväxtart som beskrevs av Ferdinand Albin Pax. Euphorbia knuthii ingår i släktet törlar, och familjen törelväxter.

## Underarter
Arten delas in i följande underarter:
- E. k. johnsonii
- E. k. knuthii

## Bildgalleri

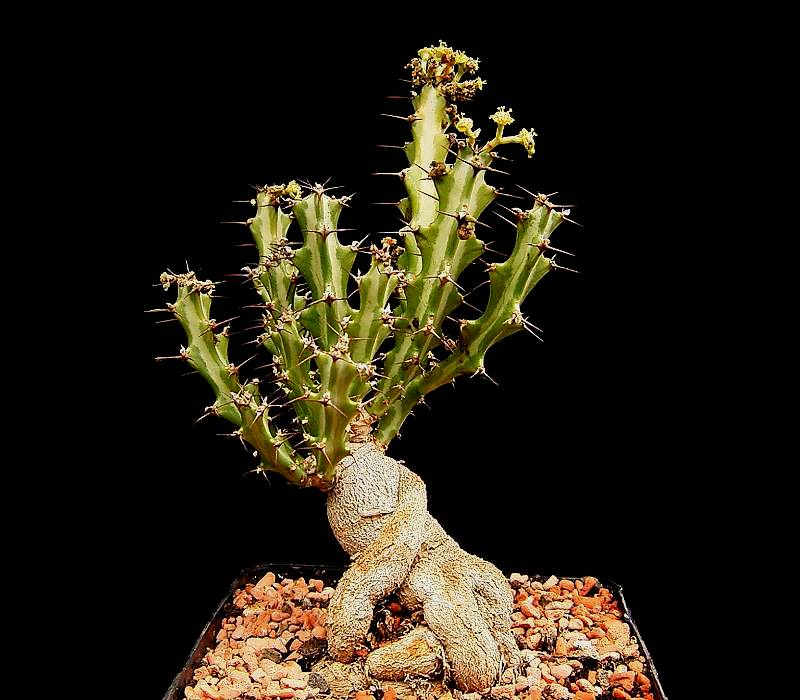
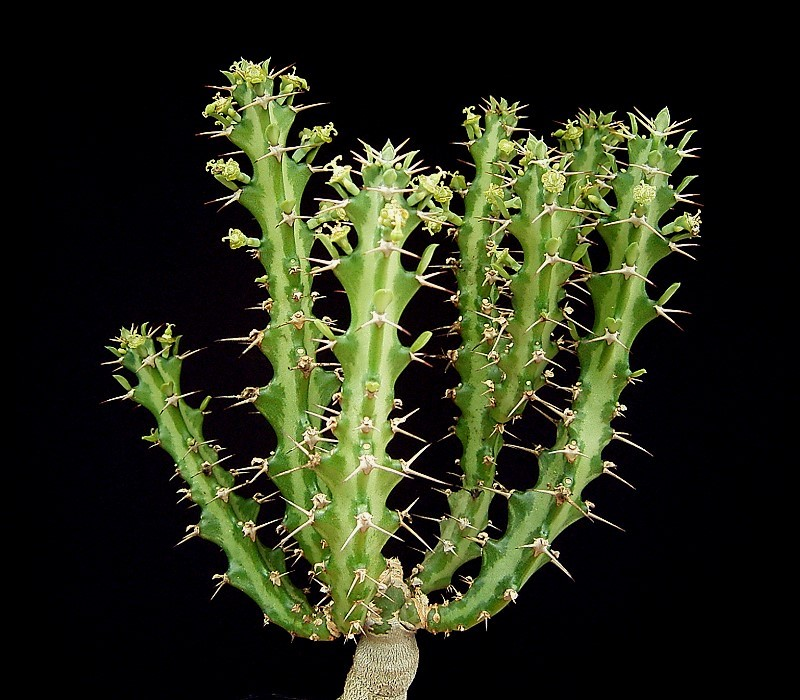
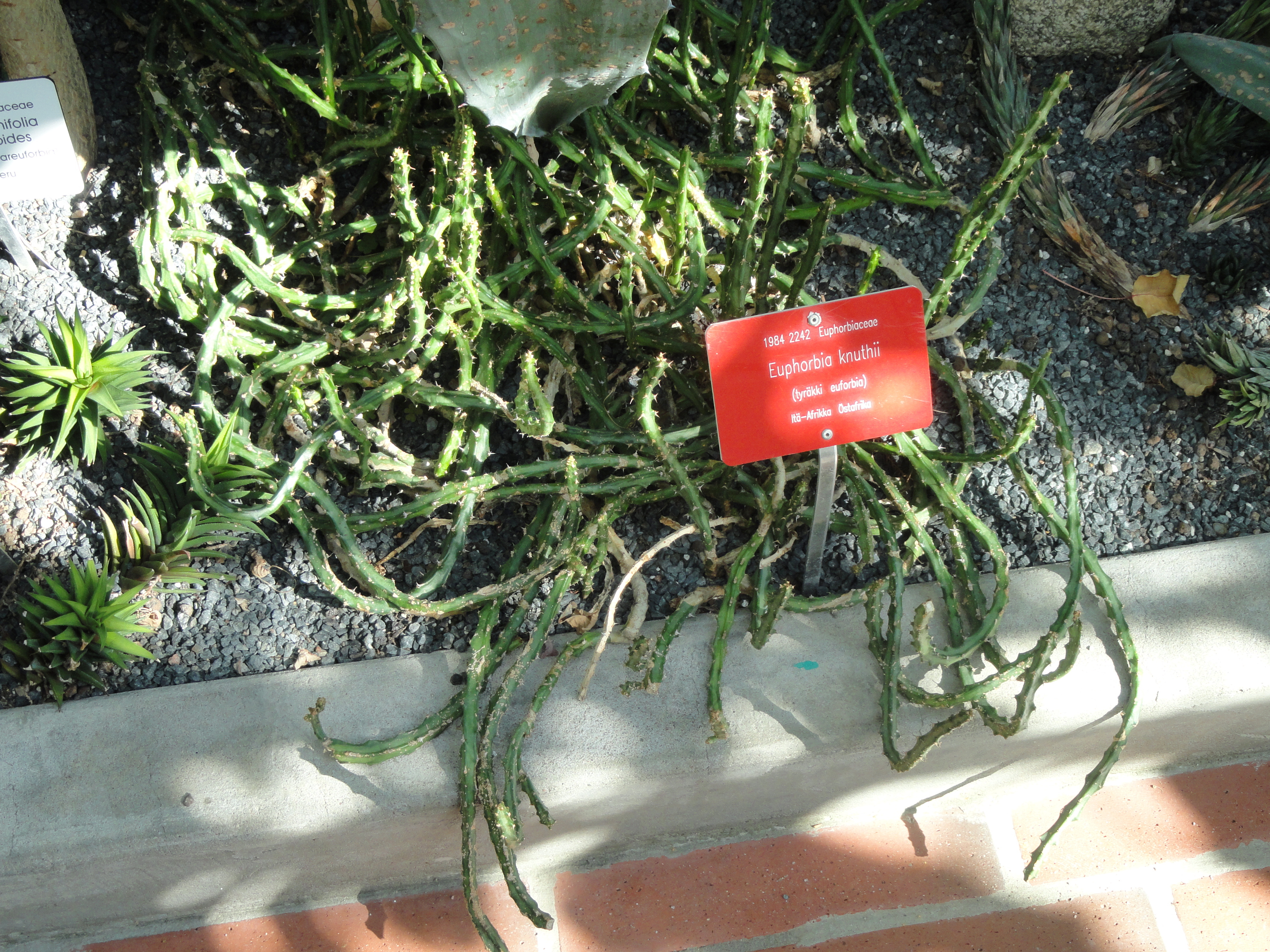